# Pawnee (volk)

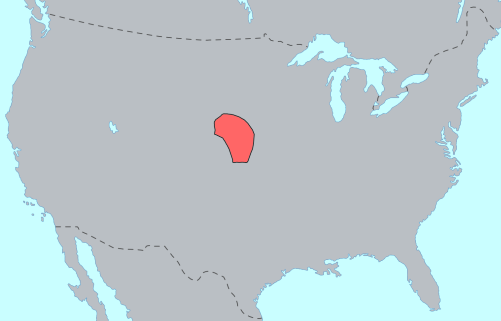
Pawnee

De Pawnee is een etnisch-Amerikaans volk, dat behoort tot de  prairie-indianen.

## Beknopte etnografie
De naam 'Pawnee' is afgeleid van het Pawnee-woord pariki, dat hoorn betekent en heeft betrekking op de typische haardracht van de strijders. Onderling circuleerde de naam Chaticks-si-Chaticks binnen de stammen; dit betekent in Pawnee mannen onder de mannen.
Het Pawnee-volk kan op etnische gronden opgedeeld worden in vier stammen:
- De Chaui (Tcawi) of 'The Grand Pawnee'
- De Kithehahki of 'The Republican Pawnee'
- De Pitahauerat of 'The Tappage Pawnee'
- De Panimaha of 'The Wolf Pawnee'

In vroeger tijden behoorde het leeuwendeel van de Pawnee-populatie tot de Chaui.

## Verspreiding
Het traditionele verspreidingsgebied van de Pawnee lag in de dalen van de Loup-river en Platte River (zijrivier van de Missouri); grotendeels het gebied dat later bekend werd als de staat Nebraska.
In 1874-1875 werd de Pawnee naar een reservaat in Indianenterritorium (later Oklahoma) verdreven.

## Levenswijze
De Pawnee wordt nog steeds beschouwd als een volk van de open steppen, zoals de Cheyenne, Arapaho en de Lakota. De traditionele levenswijze van de Pawnee wijkt toch dermate af van voornoemde volkeren om deze classificatie aan te blijven hangen. Alle drie bovenvermelde volkeren waren namelijk grotendeels nomadisch en leefden van de jacht op de Bad Lands, in tegenstelling tot de Pawnee, die zich van oorsprong vestigde op vaste locaties nabij beekdalen en rivieren.
De Pawnee was een volk met traditioneel een overwegend agrarische cultuur. Ze leefden in uitgegraven, min of meer opeengestapelde holen die grote nederzettingsgemeenschappen konden vormen. Meestal waren zulke nederzettingen aan de flanken van een beek- of rivierdal gesitueerd.
Bestuurlijk kan een Pawnee-gemeenschap worden omschreven als een maatschappij met rangen; het hoogst was de hoofdman, gevolgd door strijder, priester, medicijnman en de 'commoners'; mensen zonder invloed of macht. Traditioneel bestond het grootste deel van de 'commoners' uit boeren. Onder de 'commoners' was ook nog een categorie gezeten die omschreven kan worden als 'verschoppelingen'; zij hadden vaak wetten of gewoonten van de gemeenschap overtreden en leefden min of meer buiten de nederzetting. Traditioneel was er ook nog een rang van slaaf. De slaven bestonden bij de Pawnee uit gevangengenomen leden van andere stammen.
De Pawnee-boeren verbouwden traditioneel maïs, bonen en pompoen. Maïs speelde bij dit volk een belangrijke rol in hun ceremonies.
Bij de herintroductie van het (Europese) paard op de Amerikaanse vlakten, maakte de agrarische cultuur van de Pawnee grotendeels plaats voor een agrarisch-nomadische cultuur waarbij de jacht op de bizon belangrijker werd. Deze cultuuromslag leidde tot meer concurrentie en gewelddadige confrontaties met stammen van volkeren zoals de Lakota. De Pawnee-strijders stonden destijds bekend om hun agressieve, meedogenloze oorlogsvoering.